# Widows - Eredità criminale
Widows - Eredità criminale (Widows) è un film del 2018 diretto da Steve McQueen.
La pellicola, sceneggiata dallo stesso McQueen assieme alla scrittrice Gillian Flynn, è un libero riadattamento della serie televisiva britannica Le vedove (Widows), andata originariamente in onda dal 1983 al 1985. Fanno parte del cast principale Viola Davis, Michelle Rodriguez, Elizabeth Debicki, Cynthia Erivo, Colin Farrell, Brian Tyree Henry, Daniel Kaluuya, Jacki Weaver, Robert Duvall e Liam Neeson.

## Trama
A Chicago, Harry Rawlings e il furgone per la fuga della sua banda criminale vengono fatti saltare in aria durante una situazione di stallo della polizia dopo aver rubato 2 milioni di dollari al boss del crimine Jamal Manning. Jamal minaccia Veronica, la vedova di Harry, chiedendo un risarcimento, avendo bisogno di soldi per finanziare la sua campagna per consigliere comunale di un rione del South Side. Sta correndo contro Jack Mulligan, il prossimo in linea di una famiglia dinastica che ha ricoperto la carica per decenni. Mulligan non ama la politica, ma è felice di trarne profitto; suo padre Tom, il precedente assessore, lo avverte che dovrà affrontare la vergogna eterna se perde contro Jamal.
A Veronica viene data la chiave di una cassetta di sicurezza da Bash, il fedele autista di Harry, che contiene il taccuino di Harry con un piano dettagliato per rubare 5 milioni di dollari dalla casa di Mulligan. Le viene consigliato di vendere il taccuino alla gente di Jamal, ma decide di non farlo.
Veronica decide di portare a termine il colpo, reclutando due delle altre vedove della banda di Harry, Alice e Linda. Alice ha perso i suoi mezzi di sussistenza ed è costretta dalla madre a diventare una Sugar Baby. Linda ha perso il suo negozio, poiché suo marito ha segretamente scommesso i pagamenti dell'affitto. La quarta vedova, Amanda, non si unisce a loro, poiché, dice a Veronica, ha un bambino di 4 mesi. Alice acquista pistole e un furgone per la fuga mentre Linda decifra i progetti di Harry. Il fratello di Jamal e braccio destro, Jatemme, attacca diversi testimoni e uccide Bash mentre cerca il taccuino di Harry. Alla fine, Alice usa un dirigente immobiliare, il suo amante, per identificare il progetto come la stanza sicura nella villa della famiglia Mulligan che funge anche da quartier generale della campagna di Jack Mulligan.
Linda recluta Belle, la sua baby sitter, come autista del gruppo. Veronica fa visita ad Amanda e nota la fiaschetta di Harry in casa, il che solleva la questione di quale sia il coinvolgimento di Harry con Amanda - e il bambino. Il suo sospetto è confermato quando il suo cane, con la zampa, gratta vigorosamente alla porta di un armadio, facendole capire che conosce molto bene la persona dietro di esso - Harry - ma Veronica se ne va senza uno scontro. Viene rivelato che Harry ha fatto il doppio gioco con la sua banda facendo saltare in aria deliberatamente il loro furgone per la fuga ed è in combutta con Mulligan per rovinare la campagna di Jamal. Tornando a casa, Veronica apre la porta della camera del figlio e rivive il ricordo della sua morte: mentre era al telefono con Harry, è stato colpito dagli agenti di polizia dopo essere stato fermato mentre guidava. Veronica visita la villa dei Mulligan con il pretesto di chiedere protezione a Jack dai Manning, ed è in grado di ispezionare i locali mentre Belle controlla la sicurezza esterna.
Veronica ricatta l'amministratore delegato della società di sicurezza dei Mulligan per il codice di sicurezza, utilizzando foto incriminanti lasciate nel taccuino di Harry. La rapina inizia con Belle che crea un disturbo lungo la strada per allontanare i dettagli della sicurezza esterna. Veronica e gli altri stordiscono la guardia di sicurezza all'interno e intimidiscono l'assistente di Tom Mulligan. Veronica, Linda e Alice raggiungono la cassaforte e recuperano i soldi. Tom Mulligan appare dalla sua camera da letto, smaschera Veronica e ferisce Alice con un colpo di pistola; Linda gli spara fatalmente.
Le donne scappano, ma appare Jatemme, tiene Belle sotto tiro e fugge nel loro furgone con i soldi; lo seguono in un'auto separata e lo speronano da dietro, facendolo schiantare e uccidendolo. Recuperano i soldi, poi portano Alice in ospedale. Veronica torna da sola al loro nascondiglio, dove Harry arriva per rubare i soldi, avendo bisogno di 1 milione di dollari per mantenere Mulligan tranquillo sulla sua finta morte. Harry afferma che dopo la morte del figlio e la successiva disintegrazione del loro matrimonio, voleva ricominciare da capo con Amanda e il loro bambino. Harry recupera i soldi nel furgone e si gira per sparare a Veronica, ma Veronica prima lo uccide, poi gli pianta addosso la pistola usata per uccidere Tom Mulligan.
Mulligan vince la carica di consigliere comunale grazie a un voto di simpatia in seguito all'omicidio di suo padre. Linda riacquista il suo negozio, Alice avvia un'attività in proprio e Belle si trasferisce. Veronica dona una grossa somma per ricostruire una biblioteca scolastica a condizione che sia intitolata a suo figlio Marcus. Fuori da una tavola calda, Veronica vede e saluta calorosamente Alice.

## Promozione
Il teaser trailer è stato diffuso il 4 giugno 2018. Il 15 agosto dello stesso anno è stato invece pubblicato il trailer ufficiale in lingua originale ed il 30 agosto quello in lingua italiana.

## Distribuzione
Il film è stato presentato in anteprima mondiale il 9 settembre 2018 al Toronto International Film Festival e successivamente distribuito nelle sale cinematografiche statunitensi il 16 novembre 2018, mentre in quelle italiane dal giorno precedente, il 15 novembre.